# Dichapetalum bellum
Dichapetalum bellum är en tvåhjärtbladig växtart som beskrevs av Franciscus Jozef Breteler. Dichapetalum bellum ingår i släktet Dichapetalum och familjen Dichapetalaceae. Inga underarter finns listade i Catalogue of Life.